# Barverkaufspreis

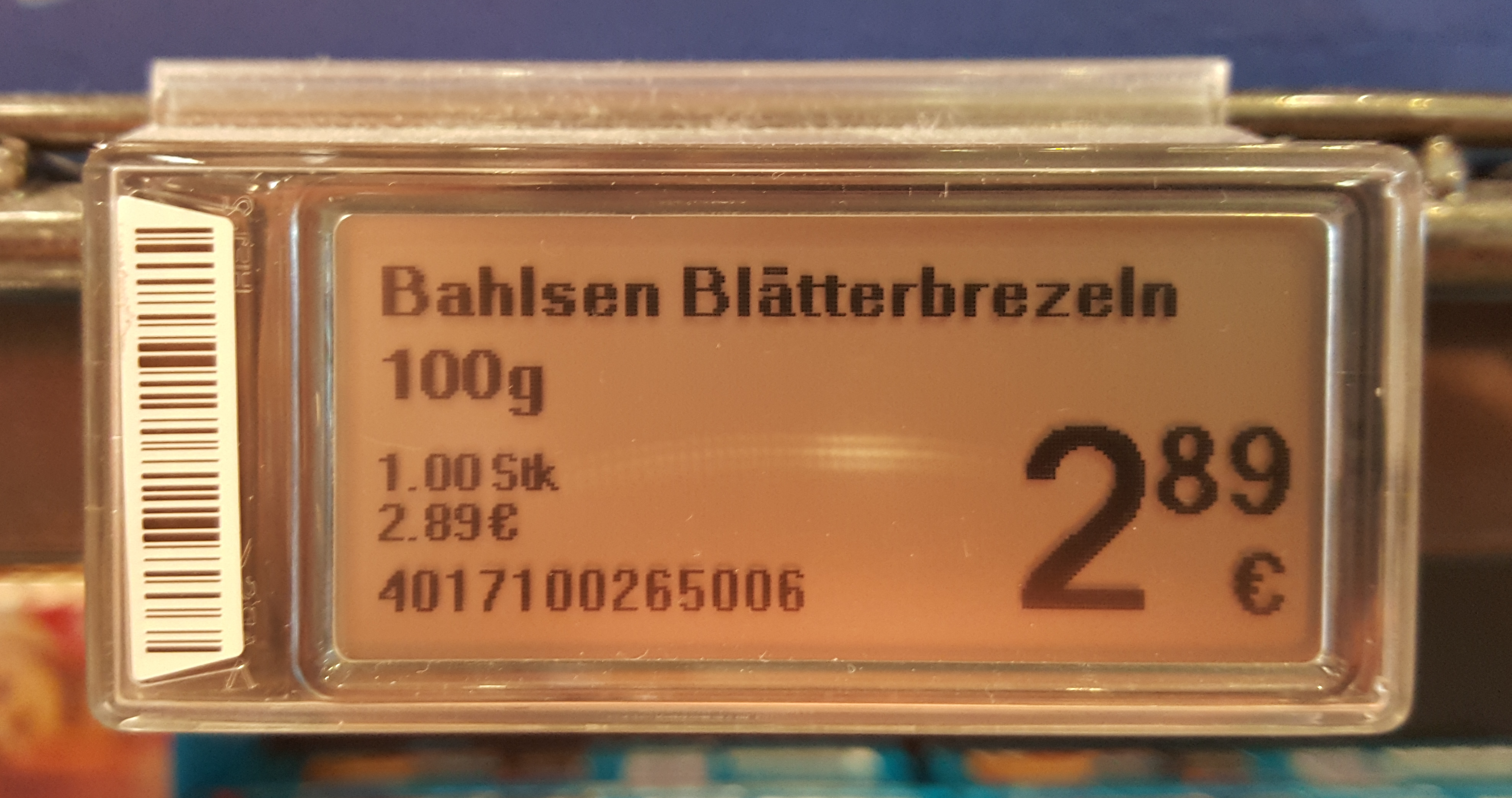
Modernes digitales Preisschild mit dem Barverkaufspreis

Der Barverkaufspreis (oder Barpreis, Ladenpreis) ist im Handel der Preis, zu dem eine Ware gegen Barzahlung erworben werden kann.

## Allgemeines
Der Barverkaufspreis als Summe von Selbstkosten und Gewinnspanne ist der Betrag, den ein Unternehmen nach Leistungsabwicklung in der Kasse haben wird; Rabatt und Skonto werden im Grunde nur deshalb verrechnet, um sie an die Kunden zurückgeben zu können bzw. einen späteren Zahlungseingang beim Zielverkauf zu finanzieren. Der Barverkaufspreis gilt nicht nur bei Barzahlung, sondern auch bei Zahlung mit Zahlungskarten, so dass jede Übergabe der Ware Zug um Zug gegen Zahlung zum Barverkaufspreis erfolgt. Damit wird der Barverkaufspreis dem Zielverkaufspreis gegenübergestellt. Dieser ist erst nach Übergabe der Ware zu bezahlen, bis die Frist des Zahlungsziels erreicht ist. 

## Preiskalkulation
Sind Rabatte handelsüblich, werden sie vorher in der Preiskalkulation berücksichtigt und schmälern dann nicht den Gewinn.
```
   Zieleinkaufspreis
   - 
Skonto
 des 
Lieferanten

   = 
Bareinkaufspreis

   + 
Bezugskosten

   = 
Einstandspreis
    
   + 
Selbstkosten
        
   + 
Gewinnspanne
  
   = Barverkaufspreis              
   + 
Rabatt
  
   = 
Listenpreis

   + Skonto
   = Zielverkaufspreis
```

Die Handelskalkulation sieht wie folgt aus:
```
  
Wareneinstand

   + 
Handlungskosten

   = Selbstkosten
   + Gewinnspanne
   = Barverkaufspreis
   - Rabatt
   = 
Nettoverkaufspreis
  
   + 
Umsatzsteuer

   = 
Bruttoverkaufspreis
```

Der Barverkaufspreis ist einer von vielen Preisarten, die es als Zwischenstufen in der Preiskalkulation des Handels gibt. Dieser Barverkaufspreis wird für den Wiederverkäufer zum Bareinkaufspreis.

## Rechtsfragen
Im Regelfall ist der Barverkaufspreis derjenige Preis, der durch Preisauszeichnung für den Kunden erkennbar gemacht werden muss. Nach § 3 Abs. 1 PAngV hat der Unternehmer diejenigen Preise anzugeben, die einschließlich der Umsatzsteuer und sonstiger Preisbestandteile zu zahlen sind (Gesamtpreise). Ferner ist anzugeben, ob zusätzliche Fracht-, Liefer- oder Versandkosten oder sonstige Kosten anfallen (§ 1 Abs. 2 Nr. 2 PAngV). Waren, die in Schaufenstern, Schaukästen, innerhalb oder außerhalb des Verkaufsraumes auf Verkaufsständen oder in sonstiger Weise sichtbar ausgestellt werden, und Waren, die vom Verbraucher unmittelbar entnommen werden können, sind durch Preisschilder oder Beschriftung der Ware auszuzeichnen (§ 10 Abs. 1 PAngV). Hierbei handelt es sich im Regelfall um den Listenpreis oder Bruttoverkaufspreis. 